# Rudolf Trümpy
Rudolf Trümpy (Glarus, 16 de agosto de 1921 — Küssnacht am Rigi, 30 de janeiro de 2009) foi um geólogo suíço.

## Publicações selecionadas
- 1949: Der Lias der Glarner Alpen. Dissertation ETH Zürich, Nr. 1634 (Abstract)
- 1960: Paleotectonic evolution of the central and western Alps. Geological Society of America Bulletin, Bd. 71, Nr. 6, S. 843–907
- 1963: Sur les racines des nappes helvétiques. Livre Paul Fallot, Bd. 2, S. 419–428, Société géologique de la France
- 1967: Geologischer Führer der Schweiz. H. 6. Basel-Zürich und Nordostschweiz. 433 S., Wepf & Co. Verlag, Basel
- 1969: Die helvetische Decken der Ostschweiz: Versuch einer palinspastischen Korrelation und Ansätze einer kinematischen Analyse. Eclogae geologicae Helvetiae, Bd. 62, Nr. 1, S. 105–138
- 1980: Geology of Switzerland – a guidebook. Wepf & Co. Verlag, Basel
- 1983: Zur Geologie des Glarner Freibergs. In: A. Schmidt (Hrsg.): Der Freiberg Kärpf. Verlag Buchhandlung Baeschlin, Glarus, S. 113–118
- 1991: The Glarus nappes: a controversy of a century ago. In: J. McKenzie & D. Müller (Hrsg.): Controversies in modern geology. S. 385–404, Academic Press, New york
- 2001: Why plate tectonics was not invented in the Alps. International Journal of Earth Sciences (Geologische Rundschau), Bd. 90. S. 477–483 (Onlineversion, pdf)